# 香川大学創造工学部
香川大学創造工学部（かがわだいがくそうぞうこうがくぶ、Faculty of Engineering and Design）は、香川大学に設置されている工学部。創造工学科1科に7つのコースが設けられている。
なお、関連する大学院は工学研究科（博士前期課程・博士後期課程）に設置されている各専攻であるが、2024年4月に学生募集を停止し、かわって大学院創発科学研究科創発科学専攻工学系領域（分野はエクスペリエンスデザイン＆アート・数理データサイエンス、建築・都市環境、防災・危機管理、情報システム・セキュリティ、人工知能・通信ネットワーク、機械システム、材料物質科学）が開設される。

## 沿革
- 1949年（昭和24年）高松経済専門学校他を母体として香川大学開学。経済専門学校を母体に経済学部創設
- 1955年（昭和30年）国立学校設置法の一部を改正する法律（昭和30年法律第44号）により、香川県立農科大学を国に移管し、これを母体に香川大学に農学部を創設。農学科、園芸学科、農芸化学科が開設される
- 1961年（昭和36年）農学部に農業工学科を設置
- 1968年（昭和43年）大学院農学研究科（修士課程）を設置
- 1971年（昭和46年）経済学部に管理科学科を創設
- 1979年（昭和54年）大学院経済学研究科（修士課程）を設置
- 1986年（昭和61年）農学部の学科を農業生産学科、生物資源科学科及び農業工学科に改組
- 1995年（平成7年）経済学部の管理科学科を拡充して情報管理学科に改組
- 1997年（平成9年）工学部を新設。経済学部の情報管理学科も情報系学科へ発展させて、同学科の教授陣も工学部に移籍した。学部内に安全システム建設工学科（自然環境マネジメント分野、建築・住環境デザイン分野）、信頼性情報システム工学科（のち電子・情報工学科）、知能機械システム工学科、材料創造工学科（環境材料化学分野、機械材料科学分野、光・電子材料科学分野）を設置
- 1998年（平成10年）農学部の学科改正実施、農業工学科は園芸学科→農業生産学科の造園学研究室とともに工学部安全システム建設工学科に移管。同学科の地域計画・緑地計画分野に
- 2002年（平成14年）6月8日 - 工学部校舎が竣工し、大学院工学研究科を開設。安全システム建設工学専攻/電子・情報工学専攻/信頼性情報システム工学専攻/知能機能システム工学専攻/材料創造工学専攻を設置
- 2018年（平成30年）4月1日 - 工学部を改組して創造工学部を創設。創造工学科を開設
- 2022年（令和4年）創造工学科先端マテリアル科学コースを材料物質科学コースに名称変更。
- 2023年（令和5年）創造工学科情報通信コースを人工知能・通信ネットワークコースへ改称。大学院創発科学研究科が発足。それまで工学研究科にあった各専攻を工学系領域として移行

## 学部組織
創造工学科
- 造形・メディアデザインコース
  - エンジニアリングデザイン スタジオ
  - プロダクトデザイン スタジオ
  - メディアデザイン スタジオ
  - ソリューションデザイン スタジオ
- 建築・都市環境コース
- 防災・危機管理コース
- 情報システム・セキュリティコース
- 人工知能・通信ネットワークコース
- 機械システムコース
- 材料物質科学コース
  - 機械材料科学分野
  - 光・電子材料科学分野
  - 環境材料化学分野